# Geres
Le Geres est une ONG de développement et de solidarité internationale créée à Marseille en 1976 qui défend la solidarité climatique. L'association conduit des projets de terrain qui visent à améliorer les conditions de vie et à lutter contre les changements climatiques et leurs impacts en Europe, en Afrique et en Asie.

## Histoire
Le Groupement pour l'exploitation rationnelle de l’énergie solaire (GERES) s'est constitué en association le 14 septembre 1976, à l'initiative d'enseignants-chercheurs rassemblés autour de Georges Peri. Son but était de mettre en relation des chercheurs avec des professionnels pour développer des solutions d'utilisation de l'énergie solaire.
Dès le début des années 1980 il élargit son action aux pays en développement, tout en conservant des actions en France, principalement en région Sud-Provence Alpes Côte d'Azur.
Le Geres a changé de nom en 1986 (Groupe énergies renouvelables), en 1994 (Groupe énergies renouvelables et environnement), puis en 2008 (Groupe énergies renouvelables, environnement et solidarités) au fur et à mesure de l'élargissement du champ de ses interventions.
L'association a supprimé l'acronyme et adopté le nom "Geres" en 2019.

## Activités
Le Geres est présent dans une douzaine de pays en Europe, en Afrique et en Asie. En 2020, son budget s'élevait à 7,3 millions €.
Pour accompagner une transition énergétique qui améliore les conditions de vie et lutte contre les changements climatiques et leurs impacts, le Geres met en œuvre des solutions énergétiques en adaptant ses interventions aux différents contextes.
Il concentre ses actions sur cinq domaines d’activités : la maîtrise de la demande en énergie, le déploiement des énergies renouvelables, l’accès à l’énergie des particuliers, entreprises et institutions à des services énergétiques fiables et durables, l’accompagnement de politiques et d’actions climat-énergie pour guider et influencer les politiques territoriales locales et nationales de lutte contre les changements climatiques et de réduction de la pauvreté, la mobilisation pour encourager l’engagement de toutes et tous en faveur d'un véritable changement sociétal vers plus de solidarité climatique.